# Qualificazioni alla Coppa del Mondo di rugby 1999 - Oceania
Le qualificazioni oceaniane alla Coppa del Mondo di rugby 1999 si tennero tra il 1997 e il 1998 su tre turni e designarono tre squadre nazionali da qualificare alla competizione mondiale più una quarta da destinare ai ripescaggi intercontinentali.
Essendo l'ammissione automatica all'edizione del 1999 riservata solo alle prime tre Nazionali classificatesi alla Coppa del Mondo di rugby 1995 (nell'ordine Sudafrica, Nuova Zelanda e Francia) più il Galles Paese organizzatore, diverse squadre di prima fascia dovettero affrontare le qualificazioni; per quanto riguarda l'Oceania, l'Australia, già campione del mondo nel 1991.
La citata Australia e Samoa, le migliori oceaniane alla Coppa precedente, furono ammesse al girone finale di qualificazione; al secondo turno furono altresì ammesse direttamente Figi e Tonga, mentre dal terzo turno partirono Isole Cook, Papua Nuova Guinea e Tahiti, esordiente nelle qualificazioni mondiali.
Le Isole Cook si qualificarono al secondo turno, che vide Figi e Tonga conquistare l'accesso al girone finale, che si tenne in Australia a Brisbane, Canberra e Sydney: la squadra di casa, come da pronostico, vinse a punteggio pieno e si qualificò agevolmente, seguita da Figi e Samoa; Tonga, la quarta classificata, andò ai ripescaggi interzona.
L'Australia vinse successivamente la Coppa del Mondo di rugby 1999 e, a titolo statistico, fu la prima squadra, e a tutta l'edizione 2011 l'unica, a vincere il torneo partendo dalle qualificazioni.

## Situazione prima degli incontri di qualificazione
| Primo turno                                | Secondo turno                             | Girone finale                                                             | Qualificate |
| ------------------------------------------ | ----------------------------------------- | ------------------------------------------------------------------------- | --- |
| - Isole Cook - Papua Nuova Guinea - Tahiti | - Figi - Tonga - Qualificata dal 1º turno | - Australia - Samoa - Qualificata dal 2º turno - Qualificata dal 2º turno | Qualificate direttamente: - 1ª classificata girone finale - 2ª classificata girone finale - 3ª classificata girone finale Ai ripescaggi interzona: - 4º classificato girone finale |

## Primo turno
| Data       | Incontro                        | Risultato | Sede        |
| ---------- | ------------------------------- | --------- | ----------- |
| 22-11-1996 | Isole Cook — Papua Nuova Guinea | 22-19     | Rarotonga   |
| 8-2-1997   | Papua Nuova Guinea — Tahiti     | 92-6      | Pt. Moresby |
| 20-2-1997  | Tahiti — Isole Cook             | 0-40      | Papeete     |

|  | Classifica 1º turno | G | V | N | P | P+  | P-  | diff. | PT |
|  | ------------------- | - | - | - | - | --- | --- | ----- | -- |
|  | Isole Cook          | 2 | 2 | 0 | 0 | 62  | 19  | +43   | 4  |
|  | Papua Nuova Guinea  | 2 | 1 | 0 | 1 | 111 | 28  | +83   | 2  |
|  | Tahiti              | 2 | 0 | 0 | 2 | 6   | 132 | -126  | 0  |

### Esito del primo turno
- Isole Cook qualificata al secondo turno

## Secondo turno
| Data      | Incontro           | Risultato | Sede       |
| --------- | ------------------ | --------- | ---------- |
| 21-6-1997 | Figi — Tonga       | 20-10     | Suva       |
| 27-6-1997 | Isole Cook — Figi  | 7-53      | Rarotonga  |
| 5-7-1997  | Tonga — Isole Cook | 68-12     | Nukuʻalofa |

|  | Classifica 2º turno | G | V | N | P | P+ | P-  | diff. | PT |
|  | ------------------- | - | - | - | - | -- | --- | ----- | -- |
|  | Figi                | 2 | 2 | 0 | 0 | 73 | 17  | +56   | 4  |
|  | Tonga               | 2 | 1 | 0 | 1 | 78 | 32  | +46   | 2  |
|  | Isole Cook          | 2 | 0 | 0 | 2 | 19 | 121 | -102  | 0  |

### Esito del secondo turno
- Figi e Tonga qualificate al turno successivo

## Girone finale
| Arbitro: | Alan Lewis |

|                                                           |      |                 |
| Finegan Grey Larkham (2) J. Little Paul Roff G. Smith (2) | mt   | Serevi Sorovaki |
| Eales (9)                                                 | tr   | Serevi (2)      |
| Eales                                                     | c.p. | Serevi          |

| Arbitro: | William Henning |

|                    |      |                          |
| Finau Koloi Masila | mt   | Fanolua Lima S. So'oialo |
| Hola               | tr   | S. Bachop (2)            |
| Wooley             | c.p. | S. Bachop (3)            |

| Arbitro: | Steve Walsh |

|                                                                          |    |  |
| Edmonds (2) Finegan Horan J. Little (4) Paul B.J. Robinson Roff Whitaker | mt |  |
| Eales (2) Edmonds (5)                                                    | tr |  |

| Arbitro: | Steve Lander |

|                      |      |                |
| Lasagavibau tecnica  | mt   | Leota M. Umaga |
| Serevi               | tr   | S. Bachop      |
| N. Little (3) Serevi | c.p. | S. Bachop (2)  |

| Arbitro: | Paul Honiss |

|                                  |      |                 |
| D. Crowley D. Herbert Ofahengaue | mt   | Clarke Paramore |
| Eales (2)                        | tr   |                 |
| Eales                            | c.p. | E. Va’a         |

| Arbitro: | Jonathan Kaplan |

|               |      |           |
| Naevo tecnica | mt   | Fa te Pou |
| Serevi (2)    | tr   | Hola      |
| Serevi (5)    | c.p. | Hola      |
| Serevi        | drop |           |

### Classifica girone finale
|  | Squadra   | G | V | N | P | P+  | P-  | diff. | PT |
|  | --------- | - | - | - | - | --- | --- | ----- | -- |
|  | Australia | 3 | 3 | 0 | 0 | 165 | 33  | +132  | 6  |
|  | Figi      | 3 | 2 | 0 | 1 | 78  | 99  | -21   | 4  |
|  | Samoa     | 3 | 1 | 0 | 2 | 59  | 71  | -12   | 2  |
|  | Tonga     | 3 | 0 | 0 | 3 | 35  | 137 | -99   | 0  |

### Esito del girone finale
- Australia, Figi e Samoa: qualificate alla Coppa del Mondo
- Tonga: ammessa ai ripescaggi interzona

## Quadro generale delle qualificazioni
In grassetto le squadre qualificate al turno successivo
| Primo turno                                | Secondo turno               | Girone finale                      | Qualificate                                                                           |
| ------------------------------------------ | --------------------------- | ---------------------------------- | ------------------------------------------------------------------------------------- |
| - Isole Cook - Papua Nuova Guinea - Tahiti | - Figi - Tonga - Isole Cook | - Australia - Samoa - Figi - Tonga | Qualificate direttamente: - Australia - Figi - Samoa Ai ripescaggi interzona: - Tonga |